# Operacja Derech Nec
Operacja Derech Nec (hebr. מבצע דרך נץ, dosł. Operacja „Droga jastrzębia”) – izraelska operacja wojskowa mająca na celu zatopienie w Annabie (Algieria) dwóch statków „Attaviros” i „Moon Light”, które według Izraelczyków miały zostać użyte przez Organizację Wyzwolenia Palestyny (OWP) do przetransportowania bojowników palestyńskich do Izraela droga morską w celu przeprowadzenia zamachu terrorystycznego.
„Moon Light” został zatopiony 14 kwietnia 1985 roku w Annabie, natomiast „Attaviros”, którego podczas ataku nie było w porcie, został zatopiony w nocy z 20 na 21 kwietnia, tego samego roku.

## Tło operacji
Od lat 70. XX wieku Palestyńczycy wykorzystywali morze, aby dotrzeć na terytorium Izraela i przeprowadzać ataki na obiekty i obywateli tego państwa. Na przykład 5 marca 1975 roku ośmiu bojowników OWP dotarło do plaż Tel Awiwu i wdarło się do hotelu Savoy, zabijając 11 Izraelczyków. W marcu 1978 roku członkowie Fatahu dotarli do plaży w Ma’agan Micha’el, gdzie przeprowadzili atak na autobus, w którym zginęło 35 osób, a 70 zostało rannych. Dopiero pierwsza wojna libańska i przeniesienie baz OWP do Tunezji, Algierii, Libii czy Turcji sprawiło, że liczba ataków z morza zmalała .
Część z tych ataków została zaplanowana przez Abu Dżihada, który zaangażowany był w tworzenie morskich oddziałów OWP, mających przeprowadzać ataki na Izrael z morza . Wywiad izraelskiej marynarki poinformował w 1984 roku, że OWP zakupiło dwa średniej wielkości statki handlowe . W tym samym czasie izraelski wywiad doniósł, że z terytorium Jordanii wyjechało do Algierii około 30 osób, których powrotu nie odnotowano. Służby bezpieczeństwa powiązały te fakty i uznały, że Abu Dżihad planuje przeprowadzić za pomocą zakupionych statków atak na Izrael. Izraelskie służby otrzymały także informacje o zaplanowanym przez OWP zamachu, który miałby zostać przeprowadzony w następnym roku podczas obchodów święta niepodległości .

## Operacja

### Przygotowania
Wobec napływu wspomnianych informacji, ówczesny dowódca Korpusu Morskiego Awraham Ben Szuszan zarekomendował Sztabowi Generalnemu Armii Obrony Izraela zatopienie statków jeszcze w algierskim porcie. Propozycja nie od razu spotkała się z akceptacją. Izraelska marynarka nigdy jeszcze nie przeprowadzała operacji tak daleko od Izraela. Ówczesny szef Amanu, Ehud Barak, był przeciwny tej operacji. Obawy miał również Minister Obrony Icchak Rabin, który ostatecznie zgodził się na atak, ale pod warunkiem, że przed wysadzeniem statki zostaną ponownie zidentyfikowane przez żołnierzy Szajjetet 13  .
Do przeprowadzenia operacji zdecydowano się oddelegować cztery korwety rakietowe, między innymi „Keszet”, oraz oddział płetwonurków z Szajjetet 13, który miał za zadanie dostać się do portu w Annabie i wysadzić oba statki . Wsparciem dla operacji miał być okręt Achi „Ma’oz”, który miał oczekiwać w drodze powrotnej w rejonie İskenderun, aby zatankować korwety . Dowódcą operacji został płk Szimon Me’ir, a oddziałem płetownurków dowodził płk Jedidja Ja’ari. Poziom tajności operacji sprawił, że poza dowódcami jednostek i dowódcą oddziału płetwonurków, nikt nie znał celu i miejsca misji .

### Przebieg operacji
4 kwietnia 1985 roku cztery korwety z oddziałem Szajjetet 13 wyruszyły w rejs do Algierii, wynoszący około 2900 km. W drodze do Annaby Izraelczycy musieli zmagać się ze sztormem, który uszkodził jeden z okrętów. Okazało się także, że z uwagi na tempo operacji zużycie paliwa było większe niż przewidywane, a w zbiornikach na ropę jednego z okrętów zauważono wodę. Doszło również do uszkodzenia radaru okrętu „Keszet” . Kolejnym problemem okazało się zaprowiantowanie załóg i płetwonurków. W związku z tym, że wydanie racji żywnościowych i początek operacji przypadły na okres trwania Pesach, rabinat wojskowy, zgodnie z zasadami judaizmu, nie wydał zgody na wydanie niczego innego poza macą .
Brak radaru na jednej z jednostek utrudnił przepłynięcie sił w rejonie Malty, gdzie ruch morski jest większy. Izraelczycy nie zostali jednak wykryci przez jednostki arabskie oraz siły radzieckie stacjonujące na Morzu Śródziemnym. Po 10 dniach rejsu, nocą 14 kwietnia, okręty przybyły w rejon wybrzeża Algierii. Warunki panujące na morzu pozwoliły na bezproblemowe opuszczenie pontonów Szajjetet 13 i udanie się komandosów do Annaby . W tym czasie w porcie znajdowało się wiele jednostek, co utrudniło działanie płetwonurkom. Po pewnym czasie udało im się zidentyfikować „Moon Light” i przymocować do jego kadłuba pod powierzchnią wody ładunki wybuchowe z zapalnikiem z opóźnionym zapłonem. Izraelczycy nie odnaleźli „Attavirosa” i powrócili w miejsce stacjonowania korwet. O świcie komandosi znaleźli się z powrotem na okrętach. W tym samym czasie doszło do wybuchu ładunków. „Moon Light” zaczął tonąć .
Według informacji ujawnionych kilka lat po operacji: „Attaviros” z bojownikami na pokładzie wyszedł z portu na kilka godzin przed przybyciem okrętów izraelskich, a cała operacja mogła zostać odwołana ze względu na opóźnienia związane z wyładunkiem łodzi Szajjetet 13, którymi komandosi mieli popłynąć do portu w Annabie .

### Poszukiwania i zatopienie „Attavirosa”
Kiedy informacja o tym, iż komandosi nie znaleźli „Attavirosa” w Annabie została odebrana w Izraelu zlecono, aby samoloty Sił Powietrznych Izraela rozpoczęły jego poszukiwania. Nie przyniosły one jednak skutku . W związku z tym Szimon Me’ir rozkazał kapitanom okrętów „Moledet” i „Miwtach” rozpoczęcie poszukiwań na morzu . 19 kwietnia „Moledet” wyruszył na patrol wzdłuż południowego wybrzeża Izraela, z kolei „Miwtach” wzdłuż wybrzeża na północ. W nocy jeden z czterech silników „Moledet” przestał pracować, ale jego kapitan otrzymał zgodę na kontynuowanie patrolu z trzema silnikami .
20 kwietnia, po południu, „Moledet” znajdował się 50 km od Port Saidu. O godzinie 22:00 radar jednostki wykrył grupę statków wypływających z Kanału Sueskiego. Kapitan nakazał skoncentrowanie się na śledzeniu tych, które płyną w kierunku Libanu i Syrii. Jeden z nich obrał kurs ku Izraelowi, wzdłuż wybrzeża, co wzbudziło podejrzenia Izraelczyków, którzy postanowili skierować się ku niemu. O 23:15 „Moledet” zbliżył się do podejrzanej jednostki. Kiedy okręty znalazły się blisko siebie, Izraelczycy oświetlili reflektorem niezidentyfikowaną jednostkę. Na jej burcie znajdowała się nazwa „Attaviros”, a kapitan porównał cechy wyróżniające konstrukcję okrętu z otrzymanymi od wywiadu zdjęciami „Attavirosa” . O 23:37 załoga „Moledet” nawiązała kontakt radiowy z „Attavirosem”, nakazując mu zmianę kursu. Odpowiedź była jednak negatywna i „Attaviros” nie zatrzymał się. Dziewięć minut po północy, 21 kwietnia, kapitan „Moledet” otrzymuje zgodę z dowództwa na oddanie w kierunku statku strzału ostrzegawczego. Po wystrzale „Attaviros” zmienił kurs i zaczął wracać w kierunku Egiptu. Kapitan „Moledet” zdecydował, że „Attaviros” nie może powrócić na wody terytorialne Egiptu. O godzinie 00:30 otworzono ogień w kierunku kadłuba „Attavirosa”, który mimo to nie zatrzymał się. Co więcej, w kierunku Izraelczyków wystrzelono granat z RPG. Informacja o zaatakowaniu izraelskiej jednostki dotarła do wracającego z patrolu „Miwtacha”. Jego kapitan podjął decyzję o wyruszeniu z pomocą drugiej jednostce. Kapitan „Moledet” nakazał celowniczemu armaty 76 mm, aby otworzył ogień w kierunku „Attavirosa” bez rozkazu, kiedy tylko ten znajdzie się w zasięgu strzału. W odległości ok. 3 km od „Attavirosa” Izraelczycy otwarli ogień. W trakcie ostrzału Izraelczycy zauważyli na radarze, że w ich kierunku płyną egipskie jednostki, ponieważ byli coraz bliżej linii zawieszenia ognia na 32° dł. wsch. W pewnym momencie „Attaviros” zniknął z radaru, a Egipcjanie zawrócili. Gdy „Moledet” zbliżył się do miejsca, w którym ostatni raz statek był widziany na radarze, usłyszeli głosy rozbitków. W tej samej chwili na miejsce przybył „Miwtach” i zaczęto wyławiać z wody ocalonych. Ostatecznie atak przeżyło osiem osób, w tym trzech członków załogi . 20 osób zginęło wraz ze statkiem.
Po powrocie do Izraela Palestyńczycy zostali przesłuchani. Zeznania wykazały, że byli częścią grupy, która szkoliła się już od roku w Algierii, Egipcie oraz państwach Zatoki Perskiej. Ich szkolenie było podzielone na dwa etapy, morski i lądowy. Wyniki przesłuchań nie potwierdziły przypuszczeń, że niektórzy bojownicy zdołali opuścić pokład statku i udać się na łodziach w stronę Izraela .
Operacja jest uważana za jedną z najważniejszych i najbardziej złożonych w historii Korpusu Morskiego Izraela .